# Mario Campanacci
Mario Campanacci (* 13. Januar 1932 in Parma; † 16. Januar 1999 in Bologna) war ein italienischer Tumororthopäde.

## Leben
Campanacci studierte an der Universität von Bologna Medizin. Ab 1955 in Orthopädie, Traumatologie und Pathologie vorgebildet, kam er 1958 als Assistent an das Istituto Ortopedico Rizzoli. Ab 1963 leitete er das Forschungslabor für Tumorpathologie. Seit 1975 Professor, erhielt er 1980 ein Extraordinariat für klinische Orthopädie. Als Leiter der Postgraduierteschule kam er 1983 auf den Lehrstuhl.
Als Mitglied von 13 internationalen Fachgesellschaften hob er 1987 in Vedelago die European Musculo-Skeletal Oncology Society aus der Taufe. In den drei ersten Jahren war Campanacci der Präsident. Als ausgewiesener Experte auf dem schwierigen Feld der Knochentumoren schrieb er 370 Publikationen und sieben Bücher.

## Werke
- mit P. Picci, B. T. Rougraff, G. Bacci, J. R. Neff, L. Sangiorgi, A. Cazzola, N. Baldini, S. Ferrari, M. Mercuri, P. Ruggieri, P. Caldora, M. S. Benassi, N. Fabbri, C. Monti: The Prognostic Significance of Histopathological Chemotherapeutic Response in the Treatment of Non-Metastatic Ewing's Sarcoma of the Extremities: The Istituto Rizzoli Experience. Journal of Clinical Oncology 11 (1993), S. 1763–1769.
- mit P. Picci, L. Sangiorgi, B. T. Rougraff, J. R. Neff, JR, R. Casadei: Relationship of Chemotherapy-Induced Necrosis and Surgical Margins to Local Recurrence in Osteosarcoma. Journal of Clinical Oncology 12 (1994), S. 2699–2705.
- mit Yoshiro Tsuji, Katsuyuki Kusuzaki, Yasusuke Hirasawa, Massimo Serra, Nicola Baldinim: Retinoblastoma Susceptibility Gene Product Retrieval in Formalin-fixed, Paraffin-embedded Tissue : A Heating Method for Enhancing Immunohistochemical Staining. Acta histochemica et cytochemica 31 (1998), S. 172–250.
- Bone and Soft Tissue Tumors : Clinical Features, Imaging, Pathology and Treatment. Foreword by William F. Enneking. Springer, Wien New York 1991, 1999. Online-Version